# Linux-Musterlösung
Die Linux-Musterlösung (LML) ist eine am Landesmedienzentrum Baden-Württemberg im Rahmen der Medienoffensive Schule II weiter entwickelte Server-Distribution zum Einsatz in pädagogischen Schulnetzwerken, die ursprünglich durch die Zentrale Planungsgruppe Netze (ZPN) des Lehrerfortbildungsreferats am Kultusministerium Baden-Württemberg entwickelt wurde und im Jahr 2003 an das Landesmedienzentrum Baden-Württemberg übergeben wurde. Bis zur Version 2.3 basiert das System auf der Linux-Distribution SUSE Linux; ab Version 3.0 auf Debian. Ab Version 6.0, die im August 2014 freigegeben wurde, basiert das System auf UCS@School.

## Geschichte der Distribution
Die Musterlösung ist Teil eines pädagogischen Schulserversystems, das ab Version 3.0 unter dem Namen paedML (früher Musterlösung des Landes Baden-Württemberg) auf drei Betriebssystemen (Debian, Novell’s Open Enterprise Server und Windows Server 2003) entwickelt und vertrieben wird.
Ein wesentlicher Bestandteil der Linux-Musterlösung ist das Prinzip der selbstheilenden Arbeitsstationen (SheilA), das bis Version 3.0 mittels Rembo / mySHN umgesetzt wurde. Ein beschädigtes System kann damit beim Neustart einfach und sicher wiederhergestellt werden. Ab Version 4.0 können alternativ Rembo5/Tivoli und das kostenlose Open-Source-Produkt LINBO, das von den Knoppix-Autoren entwickelt wurde, eingesetzt werden.
Die Musterlösung wurde 2006, 2008 und 2010 mit dem Comenius-Siegel der Gesellschaft für Pädagogik und Information (Berlin) ausgezeichnet. Mit diesem Siegel werden seit 1995 Multimediaprojekte prämiert, die inhaltlich, pädagogisch und gestalterisch von besonderem Wert sind.
Im Februar 2007 wurde paedML als Wortmarke beim Deutschen Patent- und Markenamt angemeldet und im März 2007 ins Register eingepflegt. Die Veröffentlichung erfolgte im April 2007. Seitdem ist paedML als Marke geschützt und unter der Nummer „30708010“ in der amtlichen Publikations- und Registerdatenbank zu finden.
Das Gesamtprodukt paedML, bestehend aus Software und Support, konnte ab Mitte 2008 für rund eineinhalb Jahre nur noch von Schulen des Landes Baden-Württemberg bezogen werden.
Als reine Open-Source-Lösung stellte das Landesmedienzentrum Baden-Württemberg die Freie Linux-Musterlösung oder OpenML zum Herunterladen bereit, bei dem alle nicht freien Teile (mySHN, Rembo, Tivoli) und das Layout der Administrationsoberfläche Schulkonsole entfernt wurden. Diese Version der Musterlösung wurde von einer Entwicklergemeinde gepflegt und enthielt das von den Knoppix-Autoren entwickelte kostenlose LINBO als Image-System für die selbstheilenden Arbeitsstationen. Hinweise zur Installation und Anwendung fanden sich dennoch weiterhin im TracGuide der LML, auch wenn inzwischen mit linuxmuster.net ein offizieller Fork der Freien Linux-Musterlösung bestand.
Im Mai 2012 wurde die Version 5.1 veröffentlicht.
Das Landesmedienzentrum kündigte im Juli 2012 an, die bisherige Entwicklung der paedML Linux an eine Firma vergeben zu wollen. Mit der Ankündigung stellte sie auch die bisherigen Lehrer des Entwicklerteams von ihrer Verpflichtung im Rahmen der für die Abordnung an das LMZ vergebenen Deputatsstunden frei.
Abweichend von der ursprünglichen Roadmap gab das Landesmedienzentrum nach einem dreistündigen Symposium Ende September 2012 bekannt, künftig den Univention Corporate Server @ school, der Firma Univention GmbH als Grundlage für die paedML Linux einzusetzen. Der Auftrag zur Entwicklung sollte ebenfalls an die Firma vergeben werden.
Eine Integration des Imaging-Systems LINBO in künftige Versionen war unklar.
Erste Beta-Versionen der „neuen“ paedML Linux waren für das Schuljahr 2013/2014 (Sommer 2013) vorgesehen.
Am 26. Februar 2013 gab die Univention GmbH die Partnerschaft mit dem Landesmedienzentrum bekannt.
Das Landesmedienzentrum informierte (mit der Veröffentlichung der Univention Pressemitteilung) die Öffentlichkeit am 4. März 2013 über die eingegangene Partnerschaft.
Die Zentrale Entwicklungsgruppe Netze (ZEN) verkündete Ende März 2013 die weitere Entwicklung. Ein Bestandteil war der Wechsel des Betriebssystems von Ubuntu 10.04 zu Debian 6 des mitgelieferten Clients im zweiten Quartal 2013. Daneben sollte MediaManager School, eine zentrale server- und datenbankgestützte Anwendung für die Verwaltung von Medien aus der Online-Distributionsplattform SESAM, im dritten Quartal 2013 erscheinen. Durch MediaManager School erhalten Lehrer und Schüler Zugriff auf die gesammelten Medien im pädagogischen Netz.
Am 8. Juli 2014 präsentierte das Landesmedienzentrum Baden-Württemberg und Univention die paedML Linux 6.0 den IT-Schuldienstleistern und der Öffentlichkeit, die Veröffentlichung erfolgte im August 2014. Sie wird seitdem ausschließlich als Paket für einen virtuellen Server ausgeliefert. Anstelle von iptables und IPCop wird nun die Firewall pfSense aus dem FreeBSD-Umfeld eingesetzt. Besonders an UCS ist, dass es ein „Active Directory“ mit Windows-Gruppenrichtlinien für die Clients bietet. Zusätzlich ersetzt OPSI das zuvor verwendete LINBO zur Softwareverteilung (Silent-Installationen) von Arbeitsstationen. Mit Errata 2 wurde am 14. Juli 2015 ein größeres Update veröffentlicht, das die Serversoftware und andere Komponenten auf den aktuellen Stand bringt.

### Linuxmuster.net
Seit der Ankündigung im Juli 2012 arbeitet die Entwicklergemeinde an einem Fork der freien Linux-Musterlösung unter dem Namen Linuxmuster.net, die im Zusammenhang mit der letzten freien Version 5 die Versionsnummer 6.0 erhielt. 
Zur Unterstützung dieses Projektes wurde am 27. Januar 2013 der  linuxmuster.net e. V. gegründet.
Der Quelltext des Projekts ist auf GitHub einsehbar.

## Verbreitung
Die Linux-Musterlösung verwendeten im Februar 2013 rund 800 Schulen in Baden-Württemberg. Nach einer im Februar 2016 veröffentlichten Mitteilung über die Kundenentwicklung nutzten in etwa 600 Schulen die paedML Linux, darunter rund 200 Schulen den von Univention entwickelten Schulserver.